# Перші чавуноливарні технології та їх розвиток
Виготовлення гарматних ядер стало ще одним рушієм металургійних технологій. Наприкінці ХIV ст. кам'яні ядра починають витіснятися залізними. Їх виковували з цільної криці на спеціальних ковадлах, після чого загладжували метал точилом. Використання залізних ядер не тільки значно підняло попит на цей метал, але й змусило металургів збільшити розміри печей для отримання криці великих розмірів (вага криці зросла з 40—80 кг до 120—200 кг). Підвищилась висота горна, а для подавання необхідної кількості повітря почали використовувати водяні колеса, що були рушіями повітродувних міхів. При цьому змінилися умови плавильного процесу: у горішній його частині температура знизилась до 750 — 9000 С, що дозволило залізній руді відновлюватися раніше, ніж утворювався шлак (завдяки чому кричне залізо сильніше навуглицьовувалось, втрати металу в шлакові зменшувались), а в нижній частині печі температура під впливом підсиленого дуття збільшувалася до 13500 С і замість кричного заліза утворювався розплав заліза з вуглецем — чавун. Його рідкий стан сам по собі підказував практичне застосування чавуну у вигляді відливок. Гарматні ядра на тривалий час (понад 400 років) стали основним споживачем чавуну.
Перший європейський чавун з'явився на теренах Священної Римської імперії в другій половині ХIV ст., майже одночасно в австрійській Штирії та Північній Італії (перша письмова згадка з рудників Штирії датована 1370 р). Становлення промислових чавуноливарних технологій відбувалося у ХV—ХVI ст., причому металургійні осередки Центральної Європи конкурували з англійськими та шведськими центрами виробництва заліза, що значною мірою було зумовлено релігійним і військово-політичним протистоянням католицьких і протестантських країн.
Значним внеском у звеличення Англії, у перемоги її армії та флоту стало освоєння технології чавунної відливки гарматних стволів. Спроби створити гармати з чавуну розпочалися в Європі ще в ХIV ст., але жоден чавунний ствол не витримував першого ж пострілу. Причинами цього були невідповідний склад залізних руд, помилковий режим витоплення чавуну й лиття ствола, дефекти відлитого металу. Перший успішний досвід отримано в німецькому Зігені 1445 р., але тільки для невеликих ручних гармат. Основна заслуга у відкритті секретів чавунної відливки належить французькому ливарнику П'єру Боде, якого англійський король Генріх VIII запросив керувати великою програмою переозброєнь, що була розпочата в Англії 1541 р.
Після двох років експериментів у м. Бакстеді (графство Суссекс) була виготовлена суцільнолита чавунна гармата, яка повністю відповідала вимогам артилерійської техніки. На відміну від бронзових гармат, ливарна форма яких передбачала стволовий отвір, стволи чавунних були суцільнолиті й їх висвердлювали за допомогою водних коліс. За короткий час Генріх VIII створив найпотужніший у Європі артилерійський арсенал, про який венеційський посланець в Англії написав: „Король Генріх володіє таким арсеналом, що може перемогти саме пекло”. У другій половині ХVI ст. Англія та Швеція розпочали виготовлення важкої корабельної та фортифікаційної артилерії з чавуну (легкі гармати залишалися здебільшого бронзовими), причому чавунні гармати продовжували виробляти до середини ХIХ ст. Більш дешеві (порівняно з бронзовими), технологічні у виготовленні та ефективні в бойових діях чавунні гармати принесли відомі перемоги англійській та шведській арміям.
Важливим технологічним досягненням пізнього середньовіччя став двоступеневий спосіб витоплення металу. Оскільки чавун був крихким і кувати його не можна було (крім гармат і ядер, з чавуну майже нічого не виготовляли), то його пускали на вторинне переплавлення (іноді разом з рудою), називаючи цей процес «оздоровленням металу». При цьому виявили, що переділ чавуну на ковке залізо потребував менших витрат деревного вугілля та руди, а отриманий метал мав більш високу якість. Таким чином утворились дві стадії виробництва заліза: спочатку отримували чавун (доменний процес), а потім, за вторинного переплавлення його в горні, одержували ковке залізо (процес кричного переділу). Це дозволило суттєво збільшити обсяги виробництва заліза, особливо в зв'язку із вдосконаленням конструкцій доменних печей.
Очевидно, що секрети ковкого заліза на межі ХVII й ХVIII ст. поширились на більшу частину Європи, зокрема на територію України. Так Гетьман Іван Мазепа 1701 р. вимагає від Неданчицької рудні: «…щороку з тої рудні до скарбу військового давати дванадцять візків заліза доброго гнучкого…».